# Maison Louis Latour
Maison Louis Latour là một trong những nhà sản xuất rượu vang đỏ và trắng hàng đầu ở Bourgogne, Pháp. Hiện đang được điều hành bởi Louis Latour đời thứ bảy, Louis-Fabrice Latour. Công ty đã duy trì mô hình doanh nghiệp gia đình từ những ngày đầu tiên được thành lập vào năm 1797 và đã gây dựng lên danh tiếng mạnh mẽ về nét truyền thống và sự đổi mới. Nhà sản xuất này có số lượng điền trang đạt xếp loại Grand Cru lớn nhất vùng Cote d'Or với tổng cộng 28.63 héc-ta (71.58 mẫu Anh). Vào năm 1997, Louis Latour đã được tham gia vào câu lạc bộ đặc biệt Henokiens. Câu lạc bộ này chỉ chấp nhận thành viên là những công ty gia đình có lịch sử phát triển trên 200 năm và vẫn còn mang tên của người sáng lập.

## Lịch sử

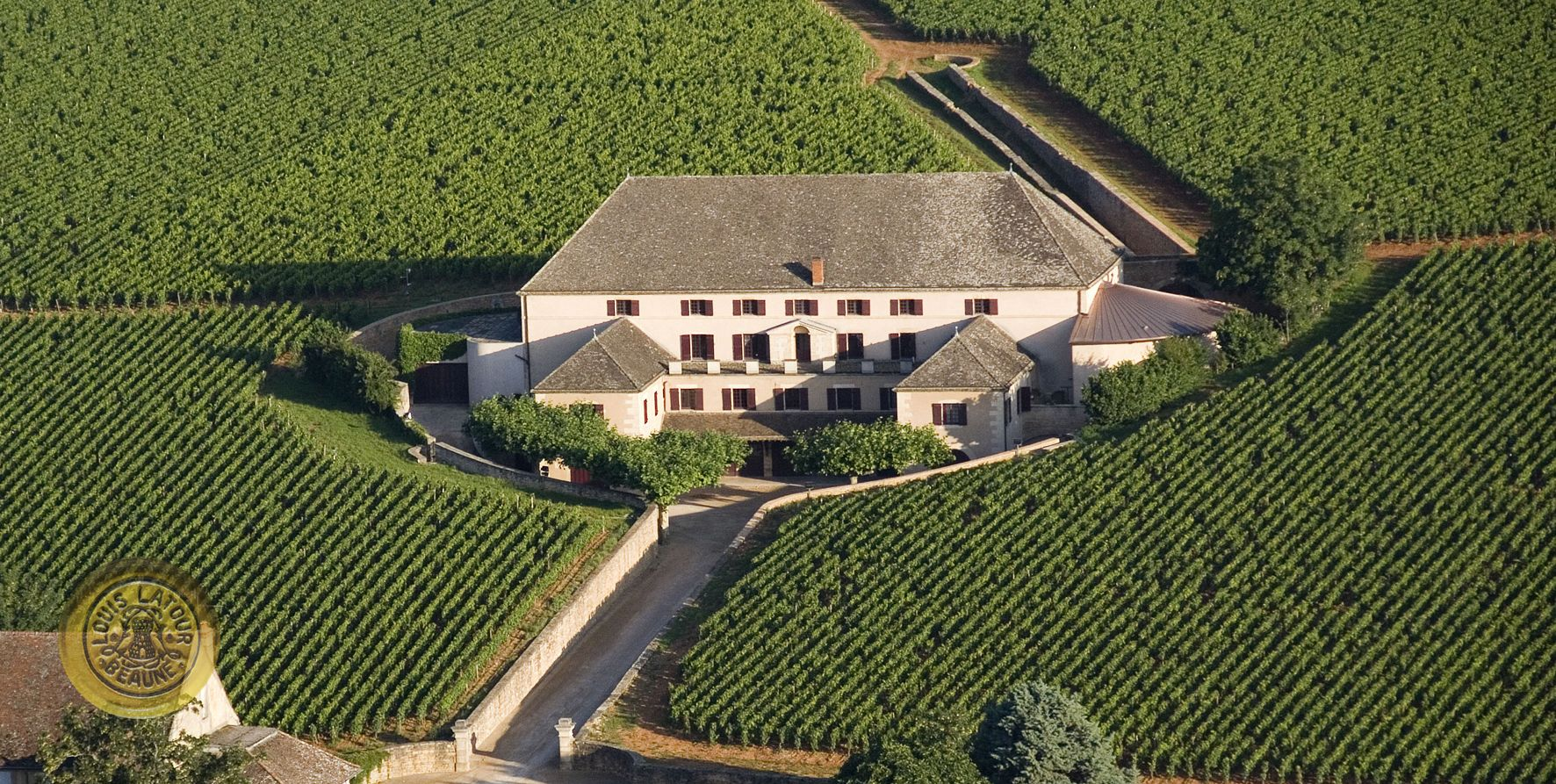
Vườn nho Corton Grancey - Louis Latour - Aloxe-Corton

Maison Louis Latour đã có hơn hai thế kỷ đồng hành và phát triển cùng lịch sử của người Bourgogne. Gia đình Latour đã bắt đầu tự trồng nho từ thế kỷ thứ 17 và từng bước xây dựng nên nhà làm rượu độc đáo với 50 héc-ta (125 mẫu Anh). Latour có 33 héc-ta vườn nho ở Aloxe-Corton, nơi có Château Corton Grancey. Nhà máy rượu vang tuyệt vời Corton Grancey đã được xây dựng từ năm 1834 và là nhà máy rượu vang xây dựng có mục đích đầu tiên tại Pháp. Nó là một minh chứng tuyệt vời cho sự khéo léo. Hầm rượu của nó được xây dựng bằng những tảng đá Corton "Perrières" với những điều kiện lão hóa hoàn hảo.

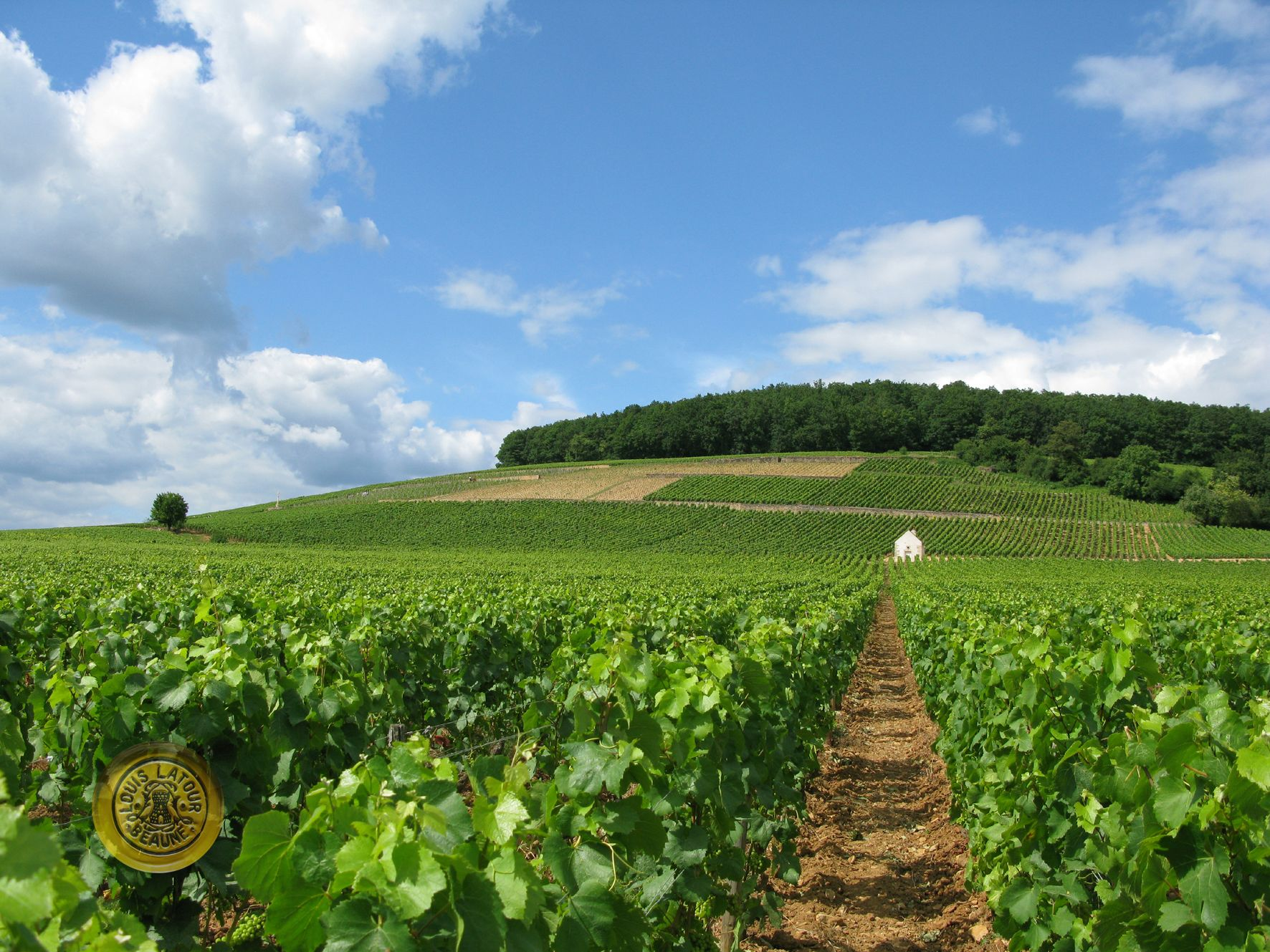
Colline des Cortons - Aloxe-Corton

## Vườn nho
Phần lớn những vườn nho của Domaine Louis Latour nằm trong Aloxe-Corton, nơi khởi đầu phát triển của gia đình. Tại đây Latour sở hữu 10.5 héc-ta (25 mẫu Anh) ruộng Corton-Charlemagne Grand Cru - Một trong những thửa ruộng sản xuất rượu vang trắng nổi tiếng nhất vùng Bourgogne. Họ còn sở hữu một phần ruộng Corton Clos de la Vigne au Saint Grand Cru, Corton Bressandes Grand Cru, Corton Les Chaumes Grand Cru, Corton Les Pougets Grand Cru, Corton Les Perrières Grand Cru, Corton Clos du Roi Grand Cru, Corton Les Grèves Grand Cru. Ngoài ra họ cũng sở hữu một phần những thửa ruộng đạt phân loại Premier Cru như "Les Chaillots", "Les Founières" và "Les Guérét". Hơn nữa, Latour còn sở hữu một phần của ruộng nho Chambertin, Romanée-Saint-Vivant và Chevalier Montrachet "Les Demoiselles"

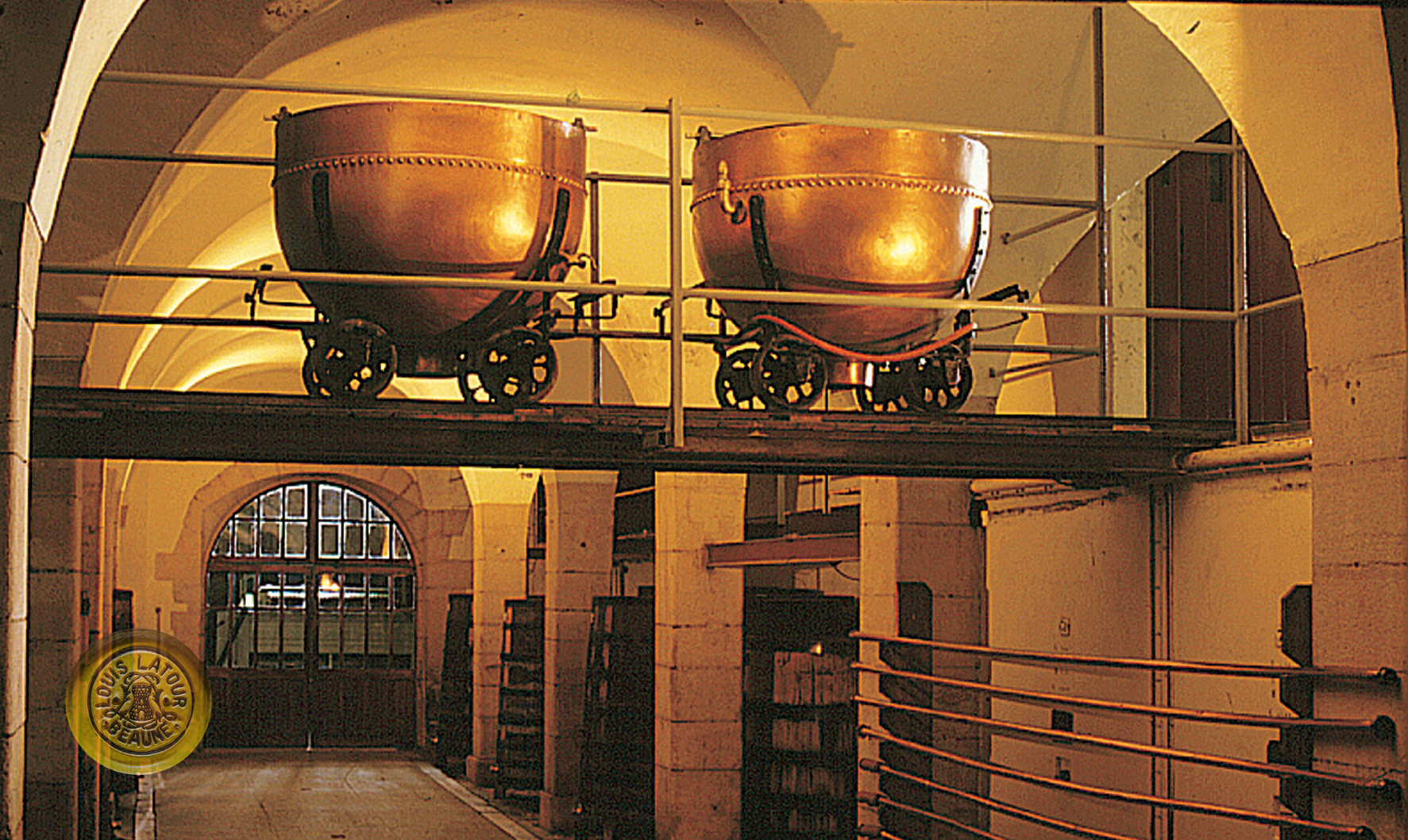
Cuverie Corton Grancey - Louis Latour - Chariots de cuivre

## Những Grand Cru của Domaine Louis Latour
Corton-Charlemagne
Corton-Charlemagne là một thửa ruộng Grand Cru nằm trên ngọn đồi Corton ở Côte de Beaune. Đây là một trong những dòng rượu vang hàng đầu của nhà Maison Louis Latour. Vườn nho này khá gần với thửa ruộng nổi tiếng: "Clos Charlemagne" thuộc tài sản của Vua Charlemagne cho tới năm 775. Thuật ngữ "Corton" là từ viết tắt của "Curtis Othonis" có nghĩa là "lãnh địa của Othon" - một vị vua hậu duệ của Charlemagne.
Château Corton Grancey

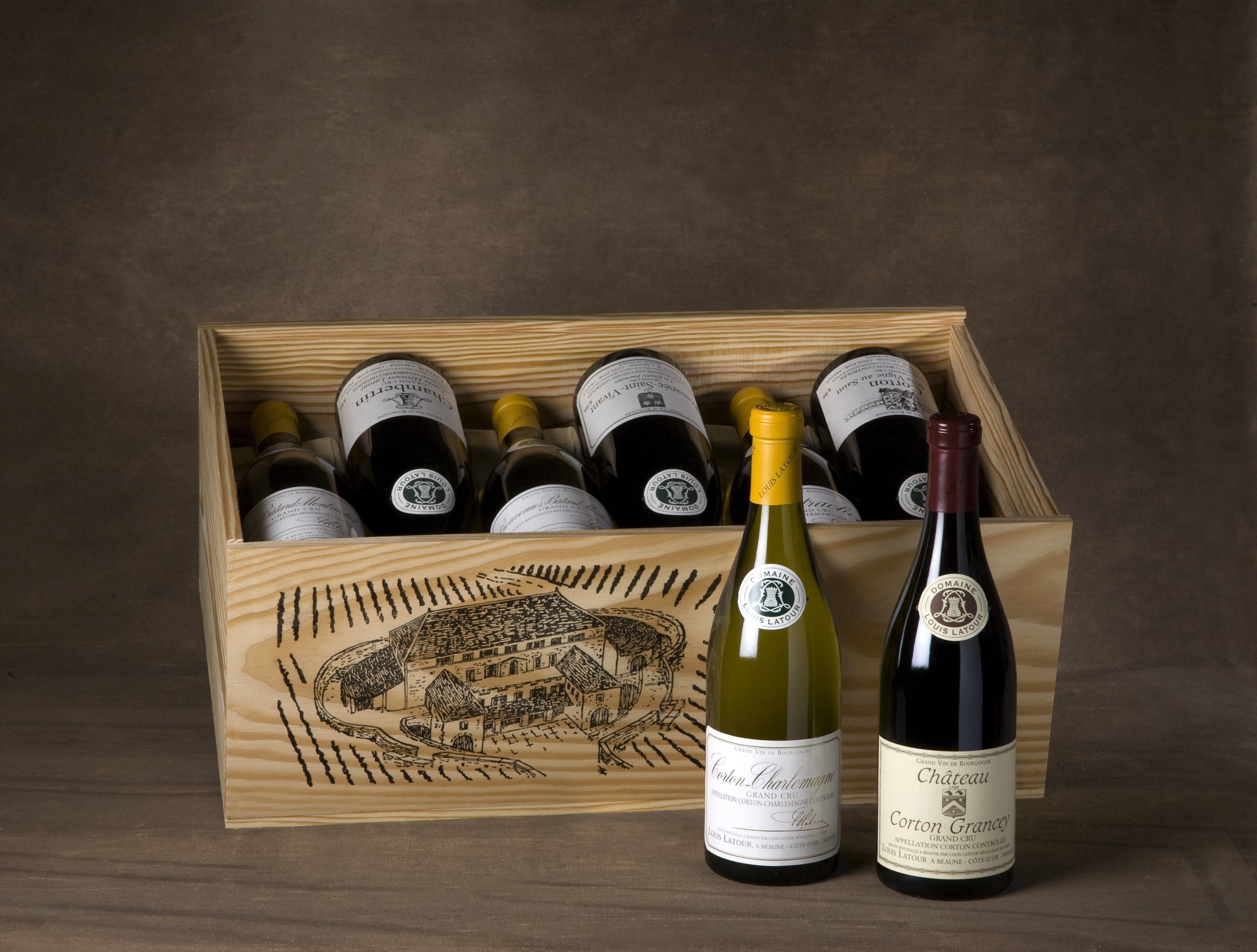
Những chai vai Grand Cru của Louis Latour

Ngọn đồi Corton được biết đến là nơi có sự hình thành khoáng chất trong hơn một thiên niên kỷ và vị trí, phương hướng hoàn hảo. Để tôn vinh những nhà làm rượu vang với lịch sử lâu đời, dòng vang "Chateau Corton Grancey" Grand Cru đã được làm ra. Đây là dòng vang đặc biệt của Louis Latour và chỉ được sản xuất trong những niên vụ tốt nhất. Chai vang là hỗn hợp pha trộn từ 4 ruộng nho của Domaine Latour Corton Grand Cru: Les Bressandes, Les Perrières, Les Grèves và Clos du Roi. Sau quá trình lão hóa từng cá thể riêng biệt, chỉ những thùng rượu tốt nhất mới được tập hợp lại để tạo ra Château Corton GranceyTừ "Grancey" là tên của người sở hữu cuối cùng của toà lâu đài này trước khi gia đình Latour mua lại vào năm 1891